# El Cierre Digital
El Cierre Digital es un periódico digital español, fundado en Madrid en 2018. El lema del diario es «Investigación dirigida a la verdad». Es uno de los nuevos diarios digitales que han aparecido en España ante el auge de la prensa digital. Su director es el profesor y periodista Juan Luis Galiacho.

## Historia
El Cierre Digital nació en septiembre de 2018 en Madrid. 
Entre sus colaboradores hay periodistas y profesores, como Julio Merino, Felicísimo Valvuena o Juan Pérez de Munguía.